# The Saleslady
The Saleslady er en amerikansk stumfilm fra 1916 af Frederick A. Thomson.

## Medvirkende
- Hazel Dawn som Helen.
- Irving Cummings som Bruce.
- Dorothy Rogers som Lizzie.
- Clarence Handyside.
- Arthur Morrison som Burke.